# Мундозеро
Мундозеро — озеро на территории Найстенъярвского сельского поселения Суоярвского района Республики Карелия.

## Общие сведения
Площадь озера — 1,7 км², площадь водосборного бассейна — 8,21 км². Располагается на высоте 168,7 метров над уровнем моря.
Форма озера продолговатая: вытянуто с севера на юг. Берега озера изрезанные, каменисто-песчаные, местами заболоченные.
С севера озера вытекает ручей Мундоя, впадающий в озеро Унусозеро, через которое протекает река Ирста, впадающая в реку Тарасйоки.
Населённые пункты возле озера отсутствуют. Ближайший — посёлок Найстенъярви — расположен в 10 км к ЗСЗ от озера.
С востока от озера проходит лесная дорога.
Код объекта в государственном водном реестре — 01040100111102000016870.